# Charles Foix

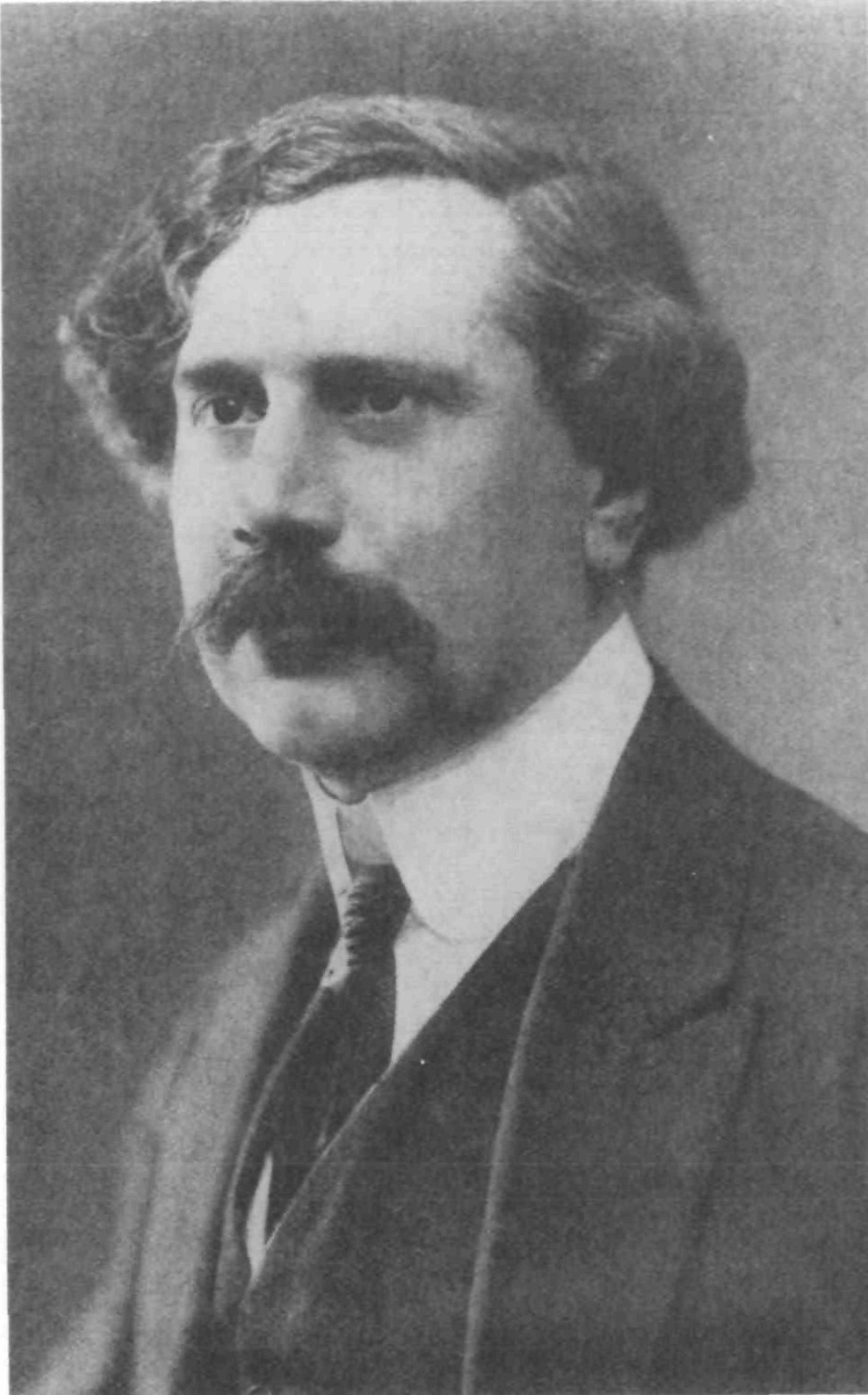
Charles Foix um das Jahr 1905

Charles Foix (* 1. Februar 1882 in Salies-de-Béarn; † 22. März 1927 in Paris) war ein französischer Internist und Neurologe.

## Leben
Charles Foix war der Sohn eines Arztes und erhielt eine Ausbildung am Collège d’Orthez. Er studierte Medizin an der Universität von Paris und wurde von Pierre Marie am Hôpital de la Salpêtrière unterrichtet. 1911 war er in Paris promoviert worden und von 1912 bis 1914 war er als Leiter des Labors von Pierre Marie an der Salpêtrière tätig. 1921 arbeitete er auf einer Tuberkulosestation in Bicêtre. Seit 1923 war er am heute nach ihm benannten Krankenhaus von Ivry-sur-Seine tätig. Er galt als begnadeter akademischer Lehrer und exzellenter Kliniker. Sein wissenschaftlicher Beitrag zur Neurologie beinhaltete die Beschreibung von Gefäßsyndromen, also dem Zusammenhang von arteriellen Verschlüssen mit den dadurch bedingten Symptomen. Er veröffentlichte Schriften zur Anatomie und Gefäßversorgung des Gehirns, zum Teil zusammen mit Ion Niculescu (1895–1957). Ferner forschte und publizierte er über die pathologischen Veränderungen bei der Parkinson-Erkrankung. Er starb im Alter von nur 45 Jahren.
Nach Charles Foix sind das Foix-Alajouanine-Syndrom, Foix-Chavany-Marie-Syndrom und das Marie-Foix-Alajouanine Syndrom benannt.

## Werke
- C. Foix, I. Niculescu: Anatomie cérébrale. Les moyens gris centraux et la région mesencephalo-sous-optique; suivi d'une appendice sur l'anatomie pathologique de la maladie de Parkinson. Paris, Masson, 1925.
- C. Foix: Les lésions anatomiques de la maladie de Parkinson. Revue neurologique, Paris, 1921, 28 593-600.
- P. Marie, C. Foix, T. Alajouanine: De l’atrophie cérébelleuse tardive à prédominance corticale. Revue neurologique, Paris, 1922, 38: 849-885, 1082–1111.
- C. Foix, T. Alajouanine: La myélite nécrotique subaiguë (Myélite centrale angiohypertrophique à évolution progressive). Paraplégie amyotrophique lentement ascendante d'abord spasmodique, puis flasque. Revue neurologique, Paris, 1926, 2: 1-42.
- C. Foix, J. A. E. Chavany, J. Marie: Diplégie facio-linguo-masticatrice d'origine sous-corticale sans paralysie des membres (contribution à l'étude de la localisation des centres de la face du membre supérieur). Revue neurologique, Paris, 1926, 33: 214–219.